# Scots de Shetland
A língua Scots de Shetland, também chamada de auld ou braid de Shetland pelos falantes nativos e referido como Moderno Scots de Shetland (MSS) por linguístas, é realmente um dialeto escocês insular (como é o das Órcadas) falado em Shetland. Esse dialeto se deriva do Scots e se estabeleceu em Shetland por volta do final do século XV vindo de das terras baixas da Escócia, de Fife e Lothian, apresentando um certo grau de influência escandinava, da extinta língua Norn, a qual foi falada até o final do século XVIII.

## Vocabulário
O Scots de Shetland apresenta muitas palavras originárias do extinto Norn, a maior parte referente a nomes de locais, estações do anos, meteorologia, plantas, animais, alimentos, ferramentas, cores (em especial para cavalos e carneiros), estados de humor e caprichos, desequilíbrios mentais. 
Como no Scots do meio norte (Dórico)  do nordeste da Escócia, o dialeto de Shetland mantém uma relativa autonomia devido ao isolamento geográfico em relação aos dialetos do sul. Tem muitas palavras únicas, mas não havendo uma distinção clara do que seja dialeto ou língua, a posição do Shertland como língua separada, um dialeto ou simplesmente uma forma diversa do inglês é muito discutida.

## Fonologia
"Os falantes do dialeto de Shetland têm um modo de falar lento, com tom e intonação mais baixo".

### Consoantes
Em geral, as consoantes são pronunciadas como em Scots moderno, havendo, porém, algumas exceções:
- As dentais fricativa /ð/ e /θ/ podem ser percebidas como alveolares plosivas /d/ e /t/ respectivamente,[8] Exemplos: [tɪŋ] e [ˈmɪdər] em lugar de [θɪŋ], Th- [hɪŋ] e  [hɪn], (thing) e [ˈmɪðər] mither (mother) como em Scots central. O qu em quick, queen e queer pode ser percebido como /xʍ/ em lugar de /kw/; /tʃ/ ch inicial se aproxima de /ʃ/
- O grupo consonantal wr pode ser pronunciado /wr/ ou /wər/.[8]

### Vogais
Fonemas vogais do Shetland conforme McColl Millar (2007) e  Johnston P. (1997). Esse alofones podem variar de local para local..
| Aitken | 1l   | 1s   | 8a   | 10   | 2   | 11    | 3    | 4   | 5   | 6   | 7       | 8     | 9    | 12   | 13   | 14   | 15   | 16   | 17     | 18  | 19  |
|        | /ae/ | /əi/ | /əi/ | /əi/ | /i/ | /iː/1 | /e/2 | /e/ | /ɔ/ | /u/ | /y, ø/3 | /eː/4 | /oe/ | /ɑː/ | /ʌu/ | /ju/ | /ɪ/5 | /ɛ/6 | /a~æ/7 | /ɔ/ | /ʌ/ |

1. Vogal 11 ocorre no final de raízes de palavras.
2. Vogal 3: é muitas vezes retraída ou transformada em ditongo ou ainda ser percebida como {IPA|/i/}}.[9]
3. Vogal 7: pode ser percebida /u/ antes de /r/ e /ju/ antes de /k/ e /x/.[10]
4. Vogal 8: é geralmente assimilada com a vogal 4,[11] percebida como  /ɛ/  our /æː/ antes de /r/.[12] O grupo ane pode ser /i/ como em Scots-meio norte.[13]
5. Vogal 15: pode ser percebida como /ɛ̈~ë/[14] ou transformada em ditongo diante de /əi/ , diante de /x/.[15]
6. Vogal 16: pode ser percebida como /e/[16] ou /æ/.[14]
7. Vogal 17: é muitas vezes assimilada com a vogal 12 diante de /nd/ e /l r/.[12]

A extensão da vogal pela regra geral das vogais escocesas, embora haja algumas poucas exceções.

## Ortografia
Uma grande variedade de representação das pronúncias sempre caracterizou o Scots de Shetlandref>Graham, J.J. (1993) The Shetland Dictionary, Lerwick, The Shetland Times Ltd. p. xxiv</ref> Mais tarde passou-se a não usar mais apóstrofos para representar sons que não correspondentes a sons do inglês. No aspecto geral valem as convenções literárias do Scots moderno e quando não consistentes há algumas exceções:
- As percepções de /d/ e /t/ no que usualmente eram /ð/ e /θ/ em outras formas do Scots são hoje escritas  d e t em lugar de th.
- As percepções de /xʍ/ de  qu em quick, queen,  queer são frequentemente escritsa wh.
- As percepções de /ʃ/ do ch' inicial', geralmente /tʃ/ em outros dialetos Scots, são escritas geralmente como sh.
- As letras j e k em lugar de y e c, influência do Norse, a primeira sendo geralmente usada para representar a semivogal em especial para consoantes palatizadas em palavras como Yuil (Yule) escrita Jøl, guid (good) escrita gjöd ou gjüd, caibin (cabin) escrita kjaebin, kist (chest)escrita kjist etc.[19]
- Em *Scots literário - au e aw (vogal 12, por vezes vogal 17) são muitas vezes representadas por  aa na escrita de  Shetland.[19]
- Em *Scots literário - ui e eu (vogal 7) são geralmente escritas ü, ö, ou ø por influência da pronúncia Norse.[20]

## Gramática
A estrutura gramaical do Shetland se assemelha a da moderna língua ânglica escocesa (Scots), com traços do norse, características compartilhadas com o inglês padrão..

### Artigos
O artigo definido equivalente a o, a, os, as  (the) é pronunciado [də] por vezes escrito da em algum dialeto. Como no  Scots tradicional (e no português), o Shetland coloca artigos (“da”) em casos nos quais o inglês não utiliza.
gyaan ta da kirk/da scole in da Simmer-- 'go to church/school in summer' (Vai à igreja/escola no verão)
da denner is ready	                     'dinner is ready' (O jantar está pronto)
hae da caald		             'have a cold' (tenho um resfriado)

### Substantivos
Os substantivos em Shetland não têm gênero neutro. Palavras que são claramente do gênero neutro em inglês são masculinas ou femininas em Shetland: spade (m), sun (m), mön (f), kirk (f).
O plural dos substantivos são formados pela adição de um  -s ao final da palavra, como em inglês. Há poucas exceções como  kye, 'cows' (vacas) ou een, 'eyes' (olhos).

### Pronomes
Shetland apresenta diferentes pronomes para uso pelos pais ao falarem com os filhos, ou pessoas mais velhas falando com mais jovens, ou amigos mais próximos ou familiares. Há também pronomes para uso formal ou para falar com mais velhos ou superiores hierárquicos.
As formas familiares são thoo (thou), pronunciada [duː], por vezes escrita du em alguns dialetos;  thine(s) (thy) pronunciada  [daɪn(z)], por vezes escrita dine(s) em dialetos;  thee, pronunciada [di(ː)], por vezes escrita dee em dialeto; As formais são ye/you, your and you. O familiar  du toma a forma singular do verbo: Du is, du hes ('you are, you have').
Como é usual em Scots, o pronome relativo é that, (que, o qual) que também significa “who” e “Wich”  e é pronunciado  [dat] ou [ət] ou mesmo  dat ou 'at em forma dialetal, como em: 
da dog at bet me... – 'the dog that bit me...' (O cão que me mordeu)

### Verbos
Como em Scots, o passado de “verbos germânicos fracos” é formado seja pela adição de sufixos como -ed, -it ou -t, como em spoot, spootit (mover rapidamente).
O verbo auxiliar  ta be 'to be' (ser) é usado onde o inglês padrão usa o 'to have' (ex. Passado):
I'm written em ludar de 'I have written' (eu escrevi).
O verbo 'ta hae 'to have' é usado como auxiliar para os verbos modais  coud ('could'), hed ('had'), micht ('might'), most ('must'), sood ('should'),  wid ('would') reduzido para a forma [ə], por vezes escrito a em formas dialetais Du sood a telt me, 'you should have told me' (você deveria ter me contado)..
Também como em Scots, verbos auxiliares e monossilábicos podem ser negativados pela simples adição de  -na: widna, 'would not'. O 'not' do inglês é substituído por no.

## Amostra de texto
Peerie cat, peerie cat, whaar's du been? A'm been athin Lerook fae aer da streen. Peerie cat, peerie cat, whaat saa du dere? Mair dugs dan I lippened sae A'm gjaan nae mair. (Peerie Cat, poema de Rhoda Bulter)